# エメラルド島 (アリューシャン列島)
エメラルド島（エメラルドとう）とは、アリューシャン列島フォックス諸島を構成する一つの島である。

## 地理
長さ500メートルのこの島は、ウナラスカ島の南西の先端に位置している。

## 歴史
1936年に沿岸および測地調査所によって、名付けられた。
夏の間は、島全体が草で覆われ鮮やかな緑色していたことから名付けられた。